# Under the Moonspell
Under The Moonspell – drugi minialbum grupy Moonspell. Niektóre wydania zawierają tylko trzy utwory (bez "Allah Akbar!..." oraz bez "Chorai..."). Można też spotkać wydanie 5-utworowe, w którym na drugiej stronie znajduje się Daemonium (wydane przez Morbid Noizz).

## Lista utworów
1. "Allah Akbar! La Allah Ella Allah! (Praeludium/Incantatum Solstitium)" – 1:51
2. "Tenebrarum Oratorium (Andamento I/Erudit Compendyum) (Interludium/Incantatum Oequinoctium)" – 7:25
3. "Tenebrarum Oratorium (Andamento II/Erotic Compendyum)" – 6:02
4. "Opus Diabolicum (Andamento III/Instrumental Compendyum)" – 4:22
5. "Chorai Lusitânia! (Epilogus / Incantatam Maresia)" – 1:46